# Aglais infuscata
Aglais infuscata är en fjärilsart som beskrevs av Raynor 1909. Aglais infuscata ingår i släktet Aglais och familjen praktfjärilar. Inga underarter finns listade i Catalogue of Life.